# The Ballad of Lucy Jordan
The Ballad of Lucy Jordan est une chanson écrite par Shel Silverstein. Elle a été créée par le groupe Dr. Hook & the Medicine Show en 1974, puis reprise en 1979 par Marianne Faithfull.

## Histoire
La chanson raconte les désillusions et la détérioration des facultés mentales d'une ménagère de banlieue.
Marianne Faithfull reprend la chanson en 1979 pour son album Broken English. The Ballad of Lucy Jordan sort aussi en single en octobre 1979 et se fait remarquer.

## Classement
The Ballad of Lucy Jordan est classé deuxième en Autriche. Le single est classé cinquième en Suisse.

## Au cinéma et dans les séries télévisées
La chanson a été reprise au cinéma pour les films Les Fantasmes de Madame Jordan (1981) de Dušan Makavejev, Cours privé (1986) de Pierre Granier-Deferre, Thelma et Louise (1991) de Ridley Scott, et Tarnation (2003).
On l'entend aussi dans le premier épisode de la quatrième saison de la série American Horror Story (2016).